# Thomas Lundin
Thomas Lundin, född 7 april 1974 i Hangö, är en finlandssvensk TV-programledare, sångare och scenartist.
Lundin jobbade åren 1994-2000 som radioredaktör på Svenska Yle, och åren 2000-2008 på Yle:s svenskspråkiga TV-kanal FST5. Han är bland annat känd som schlagerexpert och ESC-kommentator. Mellan 2004 och 2012 medverkade Lundin i jurypanelen i det årliga SVT-programmet Inför Eurovision Song Contest. 2004–2007 samsändes programmet med  DR, Yle, NRK och RÚV och då bestod panelen av en helnordisk jury, där Lundin representerade Finland.
Lundin ledde schlagerfrågesporten "Schlager på lager" i FST5 mellan 2002 och 2005. Programmet belönades med en Venla för Bästa Gameshow år 2004. Under 2008 ledde Lundin pratshowen "Allt ljus på..." på FST5 där han träffade olika musikartister, bland andra Christer Björkman, Eiríkur Hauksson och Cyndee Peters. Från och med år 2009 är han frilansjournalist och jobbar bland annat för SR P4 och Yle Vega. 2014 och 2015 leder han ett nytt program som heter På resande not.
Vid sidan av jobbet som programledare är Lundin vissångare och musikalartist. Våren 2009 gav han ut sin debutsingel "Vara dom vi är". Spelåret 2009-2010 spelar han med i musikalen "Play Me" på Svenska Teatern i Helsingfors. Tidigare har han medverkat i musikalerna "The Swing Sisters!" år 2006 och The Sound of Music år 1993. Som sångare har han uppträtt på en lång rad visfestivaler i hela Norden.